# 2889 Brno
2889 Brno è un asteroide della fascia principale. Scoperto nel 1981, presenta un'orbita caratterizzata da un semiasse maggiore pari a 3,0228695 UA e da un'eccentricità di 0,1122670, inclinata di 9,49353° rispetto all'eclittica.
Il suo nome è dedicato alla città ceca di Brno.